# Noël Tijou
Noël Tijou est un athlète français né le 12 décembre 1941 à La Jubaudière (Maine-et-Loire) et mort le 22 septembre 2023 aux Sables-d'Olonne (Vendée). 
Coureur de fond, licencié dans un patronage, l'Entente sportive d'Épinal, de 1968 à 2001, il détient longtemps le record du nombre de titres nationaux remportés en cross-country. Ce fondeur participe également aux Jeux olympiques de 1972 sur 10 000 mètres.

## Biographie

### Carrière
D'abord sous les couleurs de Villedieu-la-Blouère en 1957, puis les deux saisons suivantes sous les couleurs de Chalonnes-sur-Loire, Noël Tijou patiente jusqu’en 1960 pour gravir le dernier échelon et être sacré champion de France junior à Aix-les-Bains. En 1967, il décroche le premier de ses sept titres seniors en cross-country à Orange sur 10,960 km en 31 min 48 s.
À l'international, Noël Tijou ne participe qu'une seule fois aux Jeux olympiques, à Munich, en 1972 mais sans succès puisqu'il ne passe pas les séries. Aux championnats d’Europe, en 1969, il termine neuvième du 10 000 mètres et dixième en 1971. Compte tenu de la participation sur cette distance, ces résultats sont honorables tout comme le prolongement de sa carrière.
Il participe à la corrida de la Saint-Sylvestre de Sao Paulo disputée fin 1969 en terminant 15e de la célèbre course brésilienne.
Par ailleurs, il termine troisième, derrière le Britannique David Bedford et le Belge Gaston Roelants, à la première édition des Foulées rennaises disputées le 24 octobre 1971 devant 30 000 spectateurs.
Noël Tijou continue à se maintenir en bonne condition physique de sorte que, l'âge étant venu de rejoindre les rangs des vétérans, il exerce son hégémonie sur sa nouvelle catégorie et redevient champion de France.
Il exerce la profession de moniteur d'éducation physique, en premier lieu à Chalonnes puis à Saumur.

### Mort
Noël Tijou meurt le 22 septembre 2023 à l'âge de 81 ans aux Sables-d'Olonne (Vendée).

## Palmarès
- 56 sélections en équipe de France A de 1963 à 1977 et 4 en junior en 1960 et 1961[8]
- Détenteur durant 5 ans du record de France du 10 000 mètres établi en 1971, en 28 min 19 s 2/10
- Record de France du 20 000 mètres en 1972, en 59 min 11 s 8/10
- Record de France de l’heure en 1972, avec 20,285 kilomètres
- Record de France vétérans (- de 45 ans) du 3 000 mètres en 1987
- Record de France vétérans (- de 55 ans) du 5 000 mètres en 1997
- Record de France vétérans (-55 ans) du 10 kilomètres sur route en 1997
- Meilleur performeur de France du semi-marathon (-55 ans) en 1998
- Meilleur performeur de France du 10 000 mètres en 1973 en 28 min 27 s

(ses records vétérans sont encore actuels en 2005) 
- Champion de France du 10 000 mètres en 1967, 1969, 1970, 1971 et 1972
- Champion de France de cross-country en 1967, 1969, 1970, 1971, 1973, 1975 et 1977
- Cross des As du Figaro en 1967, 1969, 1972 et 1973
- Cross international de Mézidon en 1970
- Champion de France vétérans de cross à cinq reprises
- Champion de France Junior de cross et du 3 000 mètres en 1960
- Vice-champion de France de cross à 2 reprises
- Médaille de bronze par équipes aux championnats du monde de cross en 1974